# Animal Boy
Animal Boy deveti je studijski album od američkog punk rock sastava Ramones, koji izlazi u svibnju 1986.g. Album sadrži skladbu "My Brain Is Hanging Upside Down (Bonzo Goes to Bitburg)" koja je napisana u znak protesta na govor Predsjednika Ronalda Reagana koji je održan za vrijeme posjete groblju u Bitburgu, Zapadna Njemačka. 
Skladbu "Somebody Put Something in My Drink", napisao je bubnjar (1983. – 1987.) sastava Richie Ramone, a odu "Love Kills", napisao je Dee Dee Ramone u čast svome pokojnom prijatelju Sidu Viciousu. Dee Dee izvodi prve vokale u skladbama 3 i 9. Na pisanju triju skladbi na albumu sudjelovao je Jean Beauvoir, vođa američkog punk sastava Plasmatics.
Glazbeni video materijal za skladbu "Something to Believe In", načinjena je da ismijava dobrotvornu priredbu pod nazivom "Hands Across Your Face", koja je parodija na Hands Across America.
Finski death metal-sastav Children of Bodom, obrađuje Ramonesovu skladbu "Somebody Put Something In My Drink" i objavljuje je 2005. na svom albumu Are You Dead Yet?.

## Popis pjesama
1. "Somebody Put Something in My Drink" (Richie Ramone) – 3:23
2. "Animal Boy" (Dee Dee Ramone, Johnny Ramone) – 1:50
3. "Love Kills" (Dee Dee Ramone) – 2:19
4. "Apeman Hop" (Dee Dee Ramone) – 2:02
5. "She Belongs to Me" (Dee Dee Ramone, Jean Beauvoir) – 3:54
6. "Crummy Stuff" (Dee Dee Ramone) – 2:06
7. "My Brain Is Hanging Upside Down (Bonzo Goes to Bitburg)" (Dee Dee Ramone, Jean Beauvoir, Joey Ramone) – 3:55
8. "Mental Hell" (Joey Ramone) – 2:38
9. "Eat That Rat" (Dee Dee Ramone, Johnny Ramone) – 1:37
10. "Freak of Nature" (Dee Dee Ramone, Johnny Ramone) – 1:32
11. "Hair of the Dog" (Joey Ramone) – 2:19
12. "Something to Believe In" (Dee Dee Ramone, Jean Beauvoir) – 4:09

## Izvođači
- Joey Ramone – prvi vokal
- Johnny Ramone – gitara, prateći vokali
- Dee Dee Ramone – bas-gitara, prateći vokali
- Richie Ramone – bubnjevi

## Vanjske poveznice
- discogs.com - Ramones - Animal Boy